# دونا تی‌وی

نامواره دونا تی‌وی

دونا تی‌وی (Duna TV) یا دونا تلویزیو یکی از دو شرکت رادیو تلویزیونی دولتی در مجارستان است. «دونا» نام مجاری دانوب است.

## پیشینه
دونا تی‌وی از دسامبر ۱۹۹۲ آغاز به کار کرد. این شبکه در مجارستان نخستین تلویزیون ماهواره‌ای و نخستین شبکه ۲۴ ساعته به حساب می آید. شبکه دونا تی‌وی ۲ از ۲۰۰۶ به این سرویس افزوده شد.

## استودیوها
دونا تی وی علاوه بر استودیوی اصلی در بوداپست در دیگر مناطق مجارستان و نیز رومانی، صربستان و اوکراین دارای استودیوست.